# Кобрински рејон
Кобрински рејон (блр. Кобрынскі раён; рус. Кобринский район) административна је јединица другог нивоа у југозападном делу Брестске области и Републике Белорусије.
Административни центар рејона је град Кобрин.

## Географија
Кобрински рејон обухвата територију површине 2.039,79 км² и на 7. је месту по површини међу рејонима Брестске области. Граничи се са Волињском облашћу Украјине на југу, на истоку је Драгичински рејон, на североистоку Бјарозавски, на северу је Пружански, Камјанечки и Жабинкавски на северозападу и западу, и Маларицки на југозападу. Од севера ка југу протеже се дужином од 61 км, односно 51 км у правцу запад-исток.
У рељефном погледу северни део рејона је доста виши и ту максималне висине достижу 169 метара, за разлику од јужног дела који је нешто нижи и мочварнији (најнижа тачка је на 138 метара).
Најважнији водоток на територији рејона је река Мухавец, док преко централног дела рејона пролази канал Дњепар-Буг. Највеће језеро рејона је Љубањско и налази се на крајњем југу.
Клима је умереноконтинентална, са јануарским просеком температура ваздуха од -3,5 °C до -5 °C, односно јулским од 18 °C. Просечна годишња сума падавина је око 541 мм.

## Историја
Рејон је основан 15. јануара 1940, као административна јединица у границама Брестске области тадашње Белоруске ССР. У садашњим границама је од 1967. године. Од 2002. Кобрински рејон и град Кобрин су уједињени у јединствену административну јединицу.

## Демографија
Према резултатима пописа из 2009. на том подручју стално је било насељено 88.037 становника или у просеку 43,16 ст/км².
| 1959.  | 1970.  | 1979.  | 1989.  | 1999.  | 2009.  |
| ------ | ------ | ------ | ------ | ------ | ------ |
| 69.236 | 75.332 | 78.216 | 88.085 | 92.044 | 88.037 |

Основу популације чине Белоруси (87,86%), Руси (6,09%), Украјинци (4,5%) и остали (1,55%).
Административно рејон је подељен на подручје града Кобрина који је уједно и административни центар рејона и на 13 сеоских општина.